# Shiraki Dasht
Shiraki Dasht är en dal i Armenien.   Den ligger i provinsen Sjirak, i den västra delen av landet, 70 kilometer nordväst om huvudstaden Jerevan.
Trakten runt Shiraki Dasht består i huvudsak av gräsmarker. Runt Shiraki Dasht är det ganska tätbefolkat, med 60 invånare per kvadratkilometer.